# Polyplectropus charlesi
Polyplectropus charlesi là một loài Trichoptera trong họ Polycentropodidae. Loài này có ở Neotropisch và miền Tân bắc.